# Амак
Амак (алеут. Amax, англ. Amak Island) — остров, один из Алеутских островов. Административно остров относится к американскому штату Аляска.

## География
Остров расположен к северу от западной оконечности полуострова Аляска. На острове находится активный вулкан Амак. Площадь — 15,094 км². Наивысшая точка — 488 м над уровнем моря. Остров покрыт местами тундровой растительностью, мхами, лишайниками. Климат на острове холодный морской, с частыми туманами и осадками. Амак — скалистый необитаемый остров.